# Queso de Castilblanco
El queso de Castilblanco o queso de La Siberia es un queso elaborado en el municipio de Castilblanco (Extremadura, España) y, en menor medida, en los municipios pertenecientes a las mancomunidades de Cijara y la Siberia. La variedad más conocida es la de leche de cabra, aunque también se elabora una variedad con leche de oveja.

## Historia
La referencia más antigua al queso de Castilblanco se encuentra en el libro de cocina El practicón, de Ángel Muro, publicado en 1894. Este cocinero, escritor y gastrónomo hace mención a la variedad de leche de cabra. Solo cita dos quesos elaborados con este tipo de leche: el de Castilblanco y el de Puerto Real.
En el año 2014, una encuesta llevada a cabo por el portal Extremadúrate situó al queso de Castilblanco entre los ocho quesos extremeños favoritos de los lectores.

## Elaboración

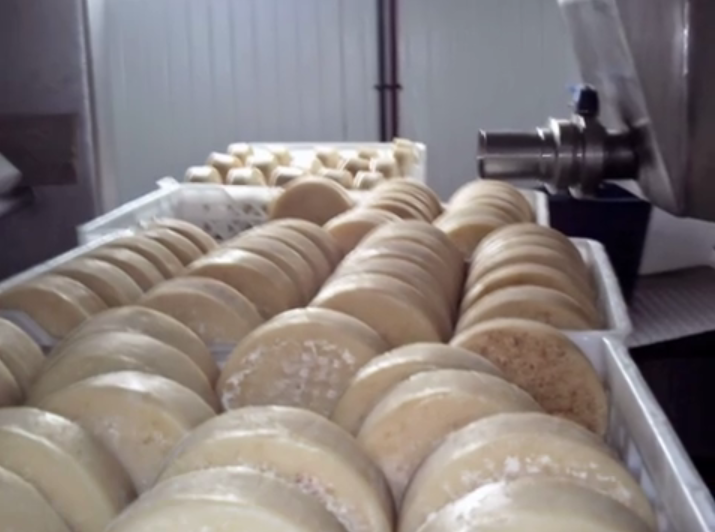
Quesería en Castilblanco

Se elabora exclusivamente con leche cruda no pasteurizada, cuajo y sal. Es un queso madurado, de media curación, de coagulación enzimática y pasta prensada, no cocida. La maduración del queso es siempre mayor a dos meses.

## Características
Existen variedades de leche de cabra y de leche de oveja. La variedad recogida en el Catálogo electrónico de quesos de España del Ministerio de Agricultura, Alimentación y Medio Ambiente es la de leche de cabra. Se trata de un queso extragraso (49 %). Su forma es cilíndrica con el borde liso. El tamaño es mediano, de 1-1,5 kg de peso.